# 乌尔里希·门泽
乌尔里希·门泽（德語：Ulrich Mense，1927年1月29日—2003年2月14日），德国男子帆船运动员。他曾代表德国联队参加1964年夏季奥林匹克运动会帆船比赛，联同彼得·阿伦特和维尔弗里德·洛伦茨获得一枚银牌。